# Капелица (Гарешница)
Капелица је насељено место у саставу града Гарешнице у Бјеловарско-билогорској жупанији, Република Хрватска.

## Историја
До територијалне реорганизације у Хрватској налазила се у саставу старе општине Гарешница.

## Становништво
На попису становништва 2011. године, Капелица је имала 546 становника.

## Попис1991.
На попису становништва 1991. године, насељено место Капелица је имало 554 становника, следећег националног састава:
| Попис 1991.‍  | Попис 1991.‍  | Попис 1991.‍ | Попис 1991.‍ | Попис 1991.‍ |
| ------------ | ------------ | ----------- | ----------- | ----------- |
|              |              |             |             |             |
| Хрвати       | Хрвати       |             | 508         | 91,69%      |
| Југословени  | Југословени  |             | 11          | 1,98%       |
| Мађари       | Мађари       |             | 6           | 1,08%       |
| Муслимани    | Муслимани    |             | 3           | 0,54%       |
| Срби         | Срби         |             | 3           | 0,54%       |
| Словаци      | Словаци      |             | 2           | 0,36%       |
| Италијани    | Италијани    |             | 1           | 0,18%       |
| Словенци     | Словенци     |             | 1           | 0,18%       |
| неопредељени | неопредељени |             | 6           | 1,08%       |
| регион. опр. | регион. опр. |             | 1           | 0,18%       |
| непознато    | непознато    |             | 12          | 2,16%       |
| укупно: 554  |              |             |             |             |